# 나이트 아이
《나이트 아이》(Night Eyes)는 미국에서 제작된 작 문드라 감독의 1990년 영화이다. 앤드류 스티븐스 등이 주연으로 출연하였고 아쇽 암리트라즈 등이 제작에 참여하였다.

## 출연

### 주연
- 앤드류 스티븐스
- 타냐 로버츠
- 워윅 심스
- 카렌 엘리스 볼드윈
- 쿠퍼 허카비
- 스티븐 메도우즈

### 조연
- 베로니카 헨슨-필립스
- 이베트 버커넌
- 폴 카
- 래리 포인덱스터

## 기타
- 제작책임: 앤드류 스티븐스
- 공동제작: 빅터 발라
- 미술: 브라이언 F. 맥케이브
- 의상: 하 뉴엔
- 배역: 로리 코브